# Changane
Changane és un riu de Moçambic.
Neix prop de la frontera amb Zimbàbue, a la província de Gaza. Creua aquesta província en direcció est i a la província d'Inhambane gira cap al sud fins que, prop de la vila de Chibuto, troba el riu Limpopo en el que desaigua, a uns 50 de la seva desembocadura al costat de la ciutat de Xai-Xai.